# Arthur Schütz
Arthur Waldemar Schütz (Pseudonym: Tristan Busch; * 13. Januarjul. / 25. Januar 1880greg. in Sankt Petersburg; † 9. Februar 1960 in Wien) war ein österreichischer Ingenieur und Schriftsteller, der vor allem als Autor von Grubenhunden bekannt wurde.

## Leben
Schütz wurde als Sohn des österreichischen Generalkonsuls in Sankt Petersburg geboren und wurde Fachmann für Riemen- und Antriebstechnik und entwickelte die Pulvis-Kupplungen. 1904 gründete er für diese Tätigkeit ein Büro in Wien und gab später auch das Fachblatt Riementechnische Mitteilungen heraus.
Die Berichterstattung der Neuen Freien Presse über ein Erdbeben veranlasste ihn, unter dem Pseudonym Dr. Ing. Erich R. v. Winkler einen Brief mit technischen Erklärungen zu schreiben, der prompt als Leserbrief am 18. November 1911 erschien. Dies gilt als die Geburtsstunde des journalistischen Grubenhundes, da er in seinem Leserbrief angab, dass ein „Grubenhund“ in seinem Labor vor dem nahenden Erdbeben „auffallende Zeichen größter Unruhe gab“. Seine Absicht war dabei, Leserbriefe mit erfundenen Tatsachen zu verfassen und diese zur Veröffentlichung zu bringen. Die Qualität der journalistischen Arbeit in bestimmten Medien sollte damit hinterfragt werden. Schütz verfasste in Folge noch zahlreiche weitere Grubenhunde, die ihn bekannt machten. 1931 kam bei Jahoda & Siegel, dem Verlag der Werke von Karl Kraus, sein Buch Der Grubenhund heraus, das seine diesbezügliche Tätigkeit zusammenfasste.
Im Ersten Weltkrieg diente er zuletzt mit dem Dienstgrad eines Rittmeisters als Leiter der Abwehrzensur gegen Russland. Anschließend vergrößerte er sein Büro, wobei er sich durch moderne Werbemethoden einen internationalen Ruf erwarb. 1938 musste er aus Österreich emigrieren. Zur Zeit des Zweiten Weltkriegs lebte er in England und wurde als „Feindlicher Ausländer“ interniert. Seine Erfahrungen mit den Geheimdiensten in den beiden Kriegen verwertete er im Buch Entlarvter Geheimdienst (1946), das später unter dem Namen Major Kwaplitschka erschien. Er kehrte 1949 nach Wien zurück und führte die Tätigkeit in seinem Büro fort, die Firma existiert noch heute. Grubenhunde verfasste er aber keine mehr.

## Veröffentlichungen
- Der Grubenhund. Eine Kultursatire. Jahoda & Siegel, Wien 1931
  - Mit einer Einführung von Friedrich Torberg. Frick, Wien 1953
  - Der Grubenhund. Experimente mit der Wahrheit. Hrsg. und eingeleitet von Walter Hömberg. Fischer, München 1996, ISBN 3-88927-159-6
- Tristan Busch: Entlarvter Geheimdienst. Secretinismus. Vorwort von Wickham Steed. Pegasus-Verlag, Zürich 1946
- Tristan Busch: Darüber spricht man nicht. Kauf, Wien 1951